# 한국의 사찰
한국의 사찰은 한국에 불교가 전래되면서 설립되었으며, 최초의 사찰은 고구려 소수림왕때 지어진 이불란사와 초문사이다.문화관광부에 등록된 사찰의 개수는 926개이다.

## 삼보사찰
삼보(三寶)는 불교에서 귀하게 여기는 세 가지 보물을 말하며, 부처님(佛)과 부처님이 설하신 법(法), 그리고 그 가르침에 따라 살아가는 스님(僧)을 의미한다.
- 통도사 - 불보(佛寶) 사찰, 부처님의 진신사리를 봉안
- 해인사 - 법보(法寶) 사찰, 부처님의 가르침인 팔만대장경 경판을 봉안
- 송광사 - 승보(僧寶) 사찰, 부처님의 가르침에 따라 수행을 한 스님들중 16명이 국사(國師)의 지위에 오름

## 오대 총림과 팔대 총림
한국 불교의 조계종에서는 다음의 다섯 사찰은 선원과 강원을 모두 갖추고 있으며 이들을 오대 총림이라 하였다.
- 가야총림 해인사
- 조계총림 송광사
- 영축총림 통도사
- 덕숭총림 수덕사
- 고불총림 백양사

2012년 11월 7일 대한불교 조계종 중앙종회는 제192회 정기회의에서 동화사 · 쌍계사 · 범어사의 세 사찰을 만장일치로 총림으로 추가 지정하였다. 이에 따라 팔대 총림이 있게 되었다.
- 팔공총림 동화사
- 쌍계총림 쌍계사
- 금정총림 범어사

## 사찰 목록
- 한국의 사찰 목록 (가나다순)
- 한국의 사찰 목록 (지역별)

위의 목록들은 2005년 문화관광부(현 문화체육관광부) 자료를 근거로 하여 보충하였으나 완전한 것은 아니다. 조선민주주의인민공화국 지역의 사찰은 단 1개만이 포함되어 있으며, 대한민국의 사찰 역시 빠져 있는 것이 부지기수이다.

## 같이 보기
- 서울특별시의 사찰 목록
- 템플스테이
- 사찰음식

## 참고 자료
- “삼보사찰 (1) _ 삼보사찰이란”. 달마넷. 2008년 9월 28일에 원본 문서에서 보존된 문서. 2008년 4월 14일에 확인함.